# Cecilie Leganger
Cecilie Leganger (Bergen, 12 de marzo de 1975) es una ex jugadora noruega de balonmano que jugaba de portera, Campeona del Mundo con Noruega en 1999 y miembro del Salón de la Fama.

## Trayectoria

### Clubes
La portera comenzó a jugar balonmano a los 13 años en Løv-Ham, como otros tantos niños, por seguir a sus amigos y dejar de lado el fútbol (por el mal tiempo) o el atletismo (le parecía muy aburrido).
Entrenó con el Fyllingen Håndball (y compartió entrenamientos con el equipo masculino, donde trabajó al mismo nivel que los niños) y en el Tertnes IL (donde fue nombrada, con 18 años, mejor portera del mundoy se proclamó medalla de bronce en el Mundial de 1993) tras lo que hizo una pausa en su carrera durante un año porque se sentía agotada (dicen que fue por una depresión). 

#### El regreso
En 1997, ya con 23 años, hizo su regreso en Bækkelagets SK, donde ganó un total de cinco títulos nacionales e internacionales en los siguientes cuatro años y coincidió con una generación mágica que se convirtió en historia del balonmano mundial entre las que se encontraban Dridrikas Ausra, Hanne Halen o Sorina Teodorovic. 
Dos años de nuevo en el Ternes IL y su excelente juego le llevó al histórico Krim Ljubljana dónde estuvo una temporada (perdió su primera final de la Champions ante el Slagelse DT danés) y otros seis años en la liga danesa, con su verdugo la temporada anterior, el Slagelse DT, del que se mudó al FCK Handbold antes de terminar, en 2010, en su último club, el Larvik de su país. 
Al finalizar la temporada 2012–13 anunció su retirada pero, tras la lesión de Lene Rentala, la portera del Larvik, fue repescada por el conjunto noruego para suplir a su compatriota. La mala suerte le llevó a lesionarse en el primer partido (tendón de Aquiles) y, en el 2014, anunció su retiro definitivo.

### Clubes[8]
- 1997–01:  Bækkelagets SK
- 2001–03:  Tertnes IL
- 2003–04:  Krim Ljubljana
- 2004–08:  Slagelse DT
- 2008–10:  FCK Håndbold
- 2010–14:  Larvik HK

### Selección
Debutó en el equipo nacional de Noruega el 2 de febrero de 1993 y jugó 162 partidos internacionales para el combinado noruego, marcando un gol.  
Con el equipo norte europeo ganó el Campeonato Europeo en 1998 y el Campeonato Mundial al año siguiente, además de una medalla de bronce en los Juegos Olímpicos del año 2000, en un triada de años mágica en la que Noruega no se bajó del podium internacional. 
Encabezó con un 49% de efectividad la portería de la Selección Noruega en el mundial de 1999, lo que le valió para ser elegida en el All Star de la competición.

## Títulos y galardones

### Selecciones
- 1 x  Medalla de Bronce en los Juegos Olímpicos de 2000
- 1 x  Medalla de Oro en el Campeonato del Mundo (1999)
- 1 x  Medalla de Plata en el Campeonato del Mundo (2001)
- 1 x  Medalla de Bronce en el Campeonato del Mundo (1993)
- 1 x  Medalla de Oro en el Campeonato de Europa (1998)
- 1 x  Medalla de Bronce en el Campeonato de Europa (1994)

### Clubes
- 3 x EHF Champions League (2005, 2007, 2011)
- 3 x Recopa de Europa (1998, 1999, 2009)
- 5 x Liga de Noruega (1999, 2011, 2012, 2013 y 2014)
- 1 x Liga de Eslovenia (2004)
- 1 x Liga de Dinamarca (2007)
- 1 x Copa de Eslovenia (2004)
- 2 x Copa de Dinamarca (2005, 2010)
- 2 x Copa de Noruega (1999, 2001)

### Galardones individuales
- Mejor jugadora del Mundo (2001)[12]
- MVP del Campeonato del Mundo (2003)
- 4 x Siete ideal del Campeonato del Mundo[7] de 1993, 1995, 1999[10]y 2001.
- 2 x Siete ideal del Campeonato de Europa de 1994 y 1998.
- 5 x Siete ideal de la Liga de Noruega de balonmano de 1999–00, 2000–01, 2001–02, 2010–11 y 2011–12
- 5 x Siete ideal de la Liga Danesa de 2004–05, 2005–06, 2006–07, 2007–08 and 2008–09
- MVP de la Liga Danesa (2006–07)[13]
- Mejor portera noruega de todos los tiempos.
- Mejor jugadora noruega de todos los tiempos.
- Reconocimiento al Juego Limpio (1998)[14]

## Entrenadora
Desde 2016, Leganger ha dirigido el entrenamiento de porteros para talentos en esta posición, en las regiones occidentales noruegas, como miembro de la Federación Noruega de balonmano. El proyecto se llamó Tokio 2020 y el objetivo era que algunos de los participantes fueran lo suficientemente buenos para participar en los Juegos Olímpicos de 2020. 
En otoño de 2018, asumió el cargo de entrenadora de porteros en el Fana IL.

## Vida
Cecilie Leganger es licenciada en Medicinay toca el piano. Casada con el productor musical Hans Petter Gundersen Cecilie se ha lanzado a una carrera en la música y, en 2020, lanzaron su primer single llamado "Karma".
Escribió un libro autobiográfico titulado "I mål med mening" en 2018 donde habla de sus experiencias y de su retirada temporal en 1993.

## En internet
- Página web oficial
- Instagram